# 18e étape du Tour de France 2010
Pour un article plus général, voir Tour de France 2010.
La 18e étape du Tour de France 2010 s'est déroulée le vendredi 23 juillet 2010 entre Salies-de-Béarn et Bordeaux sur 198 km. Elle est remportée au sprint par le Britannique Mark Cavendish (Team HTC-Columbia) devant Julian Dean (Garmin-Transitions) et Alessandro Petacchi (Lampre-Farnese). Celui-ci reprend le maillot vert du classement par points à Thor Hushovd (Cervélo TestTeam). Les autres classements ne subissent pas de changement.

## Sprints intermédiaires
| Premier   | Matti Breschel | 6 pts. |
| Deuxième  | Daniel Oss     | 4 pts. |
| Troisième | Jérôme Pineau  | 2 pts. |

| Premier   | Daniel Oss     | 6 pts. |
| Deuxième  | Jérôme Pineau  | 4 pts. |
| Troisième | Matti Breschel | 2 pts. |

## Classement de l'étape
| Classement de la 18e étape | Classement de la 18e étape | Classement de la 18e étape | Classement de la 18e étape | Classement de la 18e étape |
|                            | Coureur                    | Pays                       | Équipe                     | Temps                      |
| -------------------------- | -------------------------- | -------------------------- | -------------------------- | -------------------------- |
| 1er                        | Mark Cavendish             | GBR                        | Team HTC-Columbia          | en 4 h 37 min 9 s          |
| 2e                         | Julian Dean                | NZL                        | Garmin-Transitions         | m.t.                       |
| 3e                         | Alessandro Petacchi        | ITA                        | Lampre-Farnese             | m.t.                       |
| 4e                         | Robbie McEwen              | AUS                        | Team Katusha               | m.t.                       |
| 5e                         | Óscar Freire               | ESP                        | Rabobank                   | m.t.                       |
| 6e                         | Edvald Boasson Hagen       | NOR                        | Team Sky                   | m.t.                       |
| 7e                         | Jürgen Roelandts           | BEL                        | Omega Pharma-Lotto         | m.t.                       |
| 8e                         | José Joaquín Rojas         | ESP                        | Caisse d'Épargne           | m.t.                       |
| 9e                         | Grega Bole                 | SLO                        | Lampre-Farnese             | m.t.                       |
| 10e                        | Rubén Pérez                | ESP                        | Euskaltel-Euskadi          | m.t.                       |
| modifier                   |                            |                            |                            |                            |

## Classement général
| Classement général à la 18e étape | Classement général à la 18e étape | Classement général à la 18e étape | Classement général à la 18e étape | Classement général à la 18e étape |
|                                   | Coureur                           | Pays                              | Équipe                            | Temps                             |
| --------------------------------- | --------------------------------- | --------------------------------- | --------------------------------- | --------------------------------- |
| 1er                               | Alberto Contador                  | ESP                               | Astana                            | en 88 h 9 min 48 s                |
| 2e                                | Andy Schleck                      | LUX                               | Team Saxo Bank                    | + 8 s                             |
| 3e                                | Samuel Sánchez                    | ESP                               | Euskaltel-Euskadi                 | + 3 min 32 s                      |
| 4e                                | Denis Menchov                     | RUS                               | Rabobank                          | + 3 min 53 s                      |
| 5e                                | Jurgen Van den Broeck             | BEL                               | Omega Pharma-Lotto                | + 5 min 27 s                      |
| 6e                                | Robert Gesink                     | NED                               | Rabobank                          | + 6 min 41 s                      |
| 7e                                | Joaquim Rodríguez                 | ESP                               | Team Katusha                      | + 7 min 3 s                       |
| 8e                                | Ryder Hesjedal                    | CAN                               | Garmin-Transitions                | + 9 min 18 s                      |
| 9e                                | Roman Kreuziger                   | CZE                               | Liquigas-Doimo                    | + 10 min 12 s                     |
| 10e                               | Christopher Horner                | USA                               | Team RadioShack                   | + 10 min 37 s                     |
| modifier                          |                                   |                                   |                                   |                                   |

## Classements annexes

### Classement par points
| Classement par points | Classement par points | Classement par points | Classement par points | Classement par points |
| --------------------- | --------------------- | --------------------- | --------------------- | --------------------- |
|                       | Coureur               | Pays                  | Équipe                | Point(s)              |
| 1er                   | Alessandro Petacchi   | ITA                   | Lampre-Farnese        | 213 points            |
| 2e                    | Thor Hushovd          | NOR                   | Cervélo TestTeam      | 203 pts               |
| 3e                    | Mark Cavendish        | GBR                   | Team HTC-Columbia     | 197 pts               |
| modifier              |                       |                       |                       |                       |

### Classement du meilleur grimpeur
| Classement du meilleur grimpeur | Classement du meilleur grimpeur | Classement du meilleur grimpeur | Classement du meilleur grimpeur | Classement du meilleur grimpeur |
| ------------------------------- | ------------------------------- | ------------------------------- | ------------------------------- | ------------------------------- |
|                                 | Coureur                         | Pays                            | Équipe                          | Point(s)                        |
| 1er                             | Anthony Charteau                | FRA                             | BBox Bouygues Telecom           | 143 points                      |
| 2e                              | Christophe Moreau               | FRA                             | Caisse d'Épargne                | 128 pts                         |
| 3e                              | Andy Schleck                    | LUX                             | Team Saxo Bank                  | 116 pts                         |
| modifier                        |                                 |                                 |                                 |                                 |

### Classement du meilleur jeune
| Classement général du meilleur jeune | Classement général du meilleur jeune | Classement général du meilleur jeune | Classement général du meilleur jeune | Classement général du meilleur jeune |
|                                      | Coureur                              | Pays                                 | Équipe                               | Temps                                |
| ------------------------------------ | ------------------------------------ | ------------------------------------ | ------------------------------------ | ------------------------------------ |
| 1er                                  | Andy Schleck                         | LUX                                  | Team Saxo Bank                       | en 88 h 9 min 56 s                   |
| 2e                                   | Robert Gesink                        | NED                                  | Rabobank                             | + 6 min 33 s                         |
| 3e                                   | Roman Kreuziger                      | CZE                                  | Liquigas-Doimo                       | + 10 min 4 s                         |
| modifier                             |                                      |                                      |                                      |                                      |

### Classement par équipes
| Classement par équipes | Classement par équipes | Classement par équipes | Classement par équipes |
|                        | Équipe                 | Pays                   | Temps                  |
| ---------------------- | ---------------------- | ---------------------- | ---------------------- |
| 1re                    | Team RadioShack        | États-Unis             | en 254 h 36 min 7 s    |
| 2e                     | Caisse d'Épargne       | Espagne                | + 8 min 30 s           |
| 3e                     | Rabobank               | Pays-Bas               | + 33 min 39 s          |
| modifier               |                        |                        |                        |

## Abandon
- Francesco Reda (Quick Step) : abandon.